# Heritage (어스, 윈드 & 파이어의 음반)
| 전문가 평가         | 전문가 평가  |
| 평가 점수           | 평가 점수    |
| 출처                | 점수         |
| ------------------- | ------------ |
| AllMusic            | [ 1 ]        |
| Spin                | (favourable) |
| Rolling Stone       | [ 3 ]        |
| People              | (favourable) |
| LA Weekly           | (favourable) |
| Boston Globe        | (favourable) |
| Chicago Tribune     | [ 7 ]        |
| Baltimore Sun       | (favourable) |
| New York Daily News | (favourable) |
| USA Today           | (favourable) |
| NME                 | (9/10)       |

《Heritage》는 미국의 밴드 어스, 윈드 & 파이어가 1990년 2월 17일, 컬럼비아 레코드에서 발매한 열다섯 번째 스튜디오 음반으로, 그들이 레이블을 위한 새로운 음악을 마지막으로 발매한 음반이다. 이 음반은 미국 《빌보드》 톱 R&B 음반 차트에서 19위, 영국 블루스 & 솔 톱 브리티시 솔 음반 차트에서 18위에 올랐다. 《Heritage》는 또한 일본 오리콘 음반 차트에서 31위, 핀란드 수오멘 비랄리넨 리스타와 독일 팝 음반 차트에서 모두 39위를 차지했다.

## 배경
《Heritage》는 모리스 화이트가 프로듀싱했다. 화이트는 AP통신과의 인터뷰에서 이 음반에 대해 패츠 월러와 찰리 파커에게 경의를 표한다고 밝혔다. 그는 또한 "이 음반은 내 마음속에 하나의 싹이었고, 진화하고 결실을 맺는 것을 지켜보는 것은 매우 흥미로웠다. 아이디어로 시작하고, 갑자기 거대한 것이다. 저는 음악적 유산 중 무엇보다도 우리가 끌어낸 것들에 대해 생각하고 있었다. 그리고 우리는 팬들에게 감사할 만한 것들과 끌어낼 수 있는 것들에 대해 관심을 가져오고 싶었다." 또한 《Heritage》는 이모션스의 완다 본과 자넷 호즈, 슬라이 스톤, MC 해머 및 보이즈와 같은 아티스트가 게스트로 참여한다.

## 싱글
그 타이틀곡은 보이즈가 피처링했고 《빌보드》 R&B 싱글 차트에서 5위에 올랐다. MC 해머가 피처링한 그 싱글 〈For the Love of You〉는 같은 차트에서 19위로 정점을 찍었다.

## 곡 목록
| #   | 제목                                    | 작사·작곡                                                 | 재생 시간 |
| --- | --------------------------------------- | --------------------------------------------------------- | --------- |
| 1.  | 〈Interlude: Soweto〉                   | 모리스 화이트                                             | 0:36      |
| 2.  | 〈Takin' Chances〉                      | 프랭키 블루, 레슬리 R. 피어스                             | 4:39      |
| 3.  | 〈Heritage〉 (Feat. 보이즈)             | 블루, 피어스, 화이트                                      | 4:05      |
| 4.  | 〈Good Time〉 (Feat. 슬라이 스톤)       | 로버트 브루킨스, 슬라이 스톤, 화이트                      | 4:05      |
| 5.  | 〈Interlude: Body Wrap〉                |                                                           | 0:23      |
| 6.  | 〈Anything You Want〉                   | 이언 프린스                                               | 4:46      |
| 7.  | 〈Interlude: Bird〉                     | 게리 바이어스                                             | 0:36      |
| 8.  | 〈Wanna Be the Man〉 (Feat. MC 해머)    | MC 해머, K. L. 패터슨, 셸던 레이놀즈, 화이트, 버딘 화이트 | 4:20      |
| 9.  | 〈Interlude: Close to Home〉            | 라일 메이스                                               | 1:35      |
| 10. | 〈Daydreamin'〉                         | 빅터 힐, 버나드 스피어스, 화이트, 빌리 영                 | 4:02      |
| 11. | 〈King of Groove〉                      | 모리스 스튜어트                                           | 5:21      |
| 12. | 〈I'm in Love〉                         | 힐, 스피어스, 영                                          | 4:02      |
| 13. | 〈For the Love of You〉 (Feat. MC 해머) | 브루킨스, MC 해머, 스테파니 밀스, 화이트                  | 4:27      |
| 14. | 〈Gotta Find Out*〉                     | 힐, 스피어스, 영                                          | 4:10      |
| 15. | 〈Motor〉                               | 블루, 피어스, 화이트                                      | 3:44      |
| 16. | 〈Interlude: Faith〉                    | 영                                                        | 1:01      |
| 17. | 〈Welcome〉                             | 랄프 존슨, 화이트, 영                                     | 4:03      |
| 18. | 〈Soweto (Reprise)〉                    | 존슨, 화이트, 영                                          | 0:38      |